# Anne-Karine Strøm
Anne-Karine Strøm (Oslo, 15 de octubre de 1951) es madre del compositor noruego de música clásica contemporánea, Marcus Paus. Ella es una cantante noruega, conocida por haber participado en el Melodi Grand Prix, en seis años consecutivos 1971-1976, ganando en tres ocasiones, dos de ellas como solista y por representar a Noruega en el Festival de la Canción de Eurovisión en 1973, 1974 y 1976.

## Melodi Grand Prix
Las apariciones de Strøm en el Melodi Grand Prix fueron las siguientes:
- 1971: "Hør litt på meg" - 10.ª posición
- 1972: "Håp" - 4.ª posición
- 1973: "Å for et spill" (como componente de Bendik Singers) - 1.ª posición
- 1974: "Hvor er du" - 1.ª posición
- 1975: "1+1=2" - 4.ª posición
- 1976: "Mata Hari" - 1.ª posición

## Festival de Eurovisión

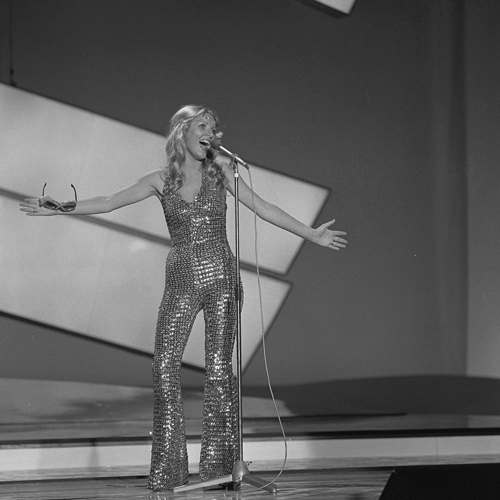
Anne-Karine Strøm en un ensayo para el Festival de Eurovisión de 1976.

En 1973 como componente de los "Bendik Singers" participó en el Festival de la Canción de Eurovisión 1973 con una versión inglesa de su tema "Å for et spill", rebautizado como "It's Just A Game", que tuvo lugar el 7 de abril en Luxemburgo, donde acabaron en la 7ª plaza de un total de 17 países.
Strøm viajó a Brighton, Inglaterra para participar en el Festival de la Canción de Eurovisión 1974, celebrado el 6 de abril. De nuevo, la canción fue traducida al inglés como "The First Day of Love", e hicieron los coros los otros miembros de los "Bendik Singers". Fue un memorable Festival en el que participaron artistas tan conocidos como ABBA, Olivia Newton-John, Peret, Gigliola Cinquetti y Mouth & MacNeal. Strøm acabó en última posición con solo 3 votos.
La última actuación de Strøm en el Festival fue en 1976 en La Haya el 3 de abril, donde finalizó en última posición con el tema "Mata Hari". Antes del concurso se esperaba que "Mata Hari", una canción disco, conseguiría un buen resultado, pero se ha sugerido que el atuendo que utilizó y el haber empezado la actuación llevando gafas de sol debió restarle votos. Con dos últimos puestos de un total de tres participaciones, se suele decir que Strøm es la artista con menos éxito en sus apariciones en el Festival de Eurovisión.

## Carrera posterior
A finales de la década de 1970 Strøm comenzó a actuar en cabarets con Øystein Sunde y por el que entonces era su marido Ole Paus. Lanzó tres álbumes entre 1978 y 1986.

## Álbumes
- 1971: Drømmebilde
- 1975: Anne Karin
- 1978: Album
- 1982: Casablancas Døtre
- 1986: Landet utenfor